# Coppa di Finlandia 2018 (pallavolo maschile)
La Coppa di Finlandia 2018 si è svolta dal 6 ottobre 2018 al 26 gennaio 2019: al torneo hanno partecipato sedici squadre di club finlandesi e la vittoria finale è andata per la quarta volta, la terza consecutiva, al Vammalan.

## Regolamento
Le squadre hanno disputato primo turno, quarti di finale, semifinali e finale.

## Squadre partecipanti
| - Akaa - Hurrikaani-Loimaa - JyväsLentis - Karelian Hurmos - Karhulan Veikot - Kokkolan Tiikerit - Korson Veto - Lempäälän Kisa | - Oulun Kisko - Perungan Pojat - Raision Loimu - Rantaperkiön Isku - Savo - Turun Toverit - Vammalan - Vammalan 2 |

## Torneo

### Primo turno
| 2 novembre 2018 Hakkarin liikuntahalli, Lempäälä Durata: 1h:18 - Spettatori: 301 | Lempäälän Kisa    | 0 - 3 | Vammalan          | 16-25, 19-25, 19-25 |
| 10 ottobre 2018 Sylvään koulu, Sastamala Durata: 1h:19 - Spettatori: 108         | Vammalan 2        | 0 - 3 | Akaa              | 15-25, 18-25, 22-25 |
| 10 ottobre 2018 Karhulan liikuntahalli, Kotka Durata: ? - Spettatori: 148        | Karhulan Veikot   | 0 - 3 | Korson Veto       | 19-25, 23-25, 21-25 |
| 7 ottobre 2018 Muhoksen Tähtiareena, Muhos Durata: ? - Spettatori: 113           | Oulun Kisko       | 0 - 3 | Perungan Pojat    | 13-25, 10-25, 12-25 |
| 6 ottobre 2018 Nunnavuoren palloiluhalli, Turku Durata: 1h:29 - Spettatori: 175  | Turun Toverit     | 0 - 3 | Raision Loimu     | 22-25, 19-25, 18-25 |
| 2 novembre 2018 Pyynikin Palloiluhalli, Tampere Durata: 1h:24 - Spettatori: 102  | Rantaperkiön Isku | 0 - 3 | Hurrikaani-Loimaa | 18-25, 19-25, 21-25 |
| 10 ottobre 2018 Joensuun Urheilutalo, Joensuu Durata: ? - Spettatori: 462        | Karelian Hurmos   | 3 - 0 | Savo              | 25-23, 25-17, 25-20 |
| 24 ottobre 2018 Gradia Jyväskylä, Jyväskylä Durata: ? - Spettatori: 131          | JyväsLentis       | 0 - 3 | Kokkolan Tiikerit | 13-25, 13-25, 15-25 |

### Quarti di finale
| 7 novembre 2018 Vexve Areena, Sastamala Durata: 1h:51 - Spettatori: 613          | Vammalan        | 3 - 1 | Akaa              | 25-19, 25-16, 23-25, 25-17        |
| 10 dicembre 2018 Lumon liikuntahalli, Vantaa Durata: 2h:04 - Spettatori: 325     | Korson Veto     | 3 - 1 | Perungan Pojat    | 25-18, 21-25, 25-21, 25-21        |
| 19 dicembre 2018 Kerttulan liikuntahalli, Raisio Durata: 2h:36 - Spettatori: 523 | Raision Loimu   | 2 - 3 | Hurrikaani-Loimaa | 18-25, 21-25, 25-20, 25-22, 8-15  |
| 28 novembre 2018 Joensuun Urheilutalo, Joensuu Durata: ? - Spettatori: ?         | Karelian Hurmos | 3 - 2 | Kokkolan Tiikerit | 20-25, 25-23, 25-23, 23-25, 17-15 |

### Semifinali
| 12 gennaio 2019 Vexve Areena, Sastamala Durata: 1h:25 - Spettatori: 501   | Vammalan          | 3 - 0 | Korson Veto     | 25-17, 25-19, 25-21 |
| 17 gennaio 2019 Loimaan Liikuntahalli, Loimaa Durata: ? - Spettatori: 528 | Hurrikaani-Loimaa | 3 - 0 | Karelian Hurmos | 25-19, 25-18, 25-21 |

### Finale
| 26 gennaio 2019 Kupittaan Palloiluhalli, Turku Durata: 1h:57 - Spettatori: 2 200 | Vammalan | 3 - 1 | Hurrikaani-Loimaa | 27-25, 24-26, 25-20, 25-23 |